# La tiang
La tiang (tiếng Thái: ล่าเตียง, phát âm [lâː tīaŋ]) là một món ăn nhẹ cổ xưa của Thái Lan. Đây là món được người Thái biết đến nhiều nhất qua bài thơ Kap He Chom Khrueang Khao Wan do vị thái tử sau này lên ngôi Vua Rama II sáng tác dưới thời trị vì của đấng tiên vương Vua Rama I. Thành phần chính bao gồm tôm, thịt lợn và đậu phộng băm nhuyễn với nhau và được bọc trong một lớp vỏ trứng tráng mỏng giống như lưới tạo hình vuông.
La tiang có hai phần: phần trứng tráng hình lưới và phần nhân băm nhuyễn làm từ thịt heo, tôm, đậu phộng rang, tỏi và rau mùi. Nêm thêm tiêu, nước mắm và đường cọ dừa.
Cách chế biến thì trước hết người nấu cần chuẩn bị phần thịt băm, rồi thái nhỏ hành tím, rễ rau mùi, tỏi và hạt tiêu. Chiên tất cả cùng nhau. Rồi sau mới cho thịt heo xay, tôm băm nhỏ và đậu phộng rang vào. Nêm nước mắm và đường dừa vừa ăn. Trước khi tráng trứng, người nấu nhúng ngón tay vào hỗn hợp trứng và vuốt nhẹ trên chảo theo hình lưới cho đến khi trứng chín. Sau cùng, đặt trứng xung quanh phần nhân đã băm nhỏ để tạo thành hình vuông.